# Leif Erickson
Leif Erickson (născut William Wycliffe Anderson; n. 27 octombrie 1911, Alameda⁠(d), California, SUA – d. 29 ianuarie 1986, Pensacola, Florida, SUA) a fost un actor american de teatru, film și televiziune.

## Biografie
Erickson s-a născut în Alameda, California⁠(d). A fost vocalist în formația lui Ted Fio Rito⁠(d), trombonist în orchestra show-ului Hellzapoppin⁠(d) al comicilor Olson și Johnson⁠(d), a cântat în producțiile lui Max Reinhardt și a apărut în câteva spectacole de vodevil.
Acesta s-a înrolat în Marina Statelor Unite în timpul celui de-Al Doilea Război Mondial. A ajuns la gradul de chief petty officer⁠(d) în Naval Aviation Photographic Unit⁠(d) și a activat atât ca fotograf militar⁠(d), cât și ca instructor. A fost doborât de două ori în Pacific și a primit două decorații Purple Heart. Erickson făcea parte din unitatea care a filmat și fotografiat capitularea japoneză la bordul USS Missouri⁠(en)[traduceți] la 2 septembrie 1945. Pe parcursul celor patru ani de serviciu militar, a turnat peste 60.960m de film pentru marina americană.

## Cariera
A apărut în două filme alături de actrița Betty Grable⁠(d) în 1933. După o serie de filme western bazate pe romanele lui Zane Grey, au urmat roluri în filme precum The Snake Pit⁠(d), Sorry, Wrong Number⁠(d), Abbott și Costello contra Căpitanul Kidd, Invadatori din Marte, Pe chei, A Gathering of Eagles⁠(d), Roustabout⁠(d), The Carpetbaggers⁠(d) și Mirage⁠(d).
Erickson a devenit cunoscut pentru rolul din piesa de teatru Tea and Sympathy⁠(d) și din versiunea sa cinematografică. A apărut alături de Greta Garbo în lungmetrajul  Contesa Walewska (1937). De asemenea, a avut rolul inginerului Pete în remake-ul din 1951 al piesei de teatru muzical Show Boat⁠(d). Ultima său rol de film a fost Twilight's Last Gleaming⁠(d) (1977).
Acesta a apărut adesea în producții de televiziune precum The Alfred Hitchcock Hour (episoadele „Consider Her Ways” (1964) și „The Monkey's Paw—A Retelling” (1965)), Rawhide⁠(d), Bonanza (două episoade, 1961–1965), Daniel Boone⁠(d) (două episoade, 1964-1970), Gunsmoke⁠(d), Marcus Welby, M.D.⁠(d), Medical Center⁠(d), Longstreet⁠(d), Cannon⁠(d), The Rifleman⁠(d), The Rockford Files⁠(d), The Rookies⁠(d), Night Gallery și Hunter⁠(d). Probabil cel mai cunoscut rol al său este Big John Cannon din serialul NBC The High Chaparral⁠(d) (1967-1971). Ultimul său rol a fost într-un episod din Fantasy Island⁠(d) în 1984.

## Viața personală și moartea
Erickson a fost căsătorit cu actrița Frances Farmer⁠(d) din 1936 până în 1942. În ziua în care a fost finalizat divorțul de Farmer, s-a căsătorit cu actrița Margaret Hayes⁠(d); căsătoria lor a durat însă doar o lună. S-a căsătorit cu Ann Diamond în 1945. Cuplul a avut doi copii: William Leif Erickson - care a murit într-un accident de mașină - și Susan Irene Erickson.
Erickson a murit de cancer în Pensacola, Florida pe 29 ianuarie 1986 la vârsta de 74 de ani.

## Filmografie parțială
- The Sweetheart of Sigma Chi (1933) - cântăreț cu Ted Fio Rito
- Wanderer of the Wasteland (1935) - Lawrence
- Nevada (1935) - Bill Ide
- Drift Fence (1936) - Curley Prentiss
- Desert Gold (1936) - Glenn Kasedon
- Girl of the Ozarks (1936) - Tom Bolton
- College Holiday (1936) - Dick Winters
- Waikiki Wedding (1937) - Dr. Victor Quimby
- Conquest (1937) - Paul Lachinski
- Thrill of a Lifetime (1937) - Howard 'Howdy' Nelson
- The Big Broadcast of 1938 (1938) - Bob Hayes
- Ride a Crooked Mile (1938) - Johnny Simpkins
- ...One Third of a Nation... (1939) - Peter Cortlant
- Nothing but the Truth (1941) - Tommy Van Dusen
- The Blonde from Singapore (1941) - Terry Prescott
- H. M. Pulham, Esq. (1941) - Rodney 'Bo-Jo' Brown
- The Fleet's In (1942) - Jake
- Are Husbands Necessary? (1942) - Bill Stone
- Eagle Squadron (1942) - Johnny M. Coe
- Pardon My Sarong (1942) - Whaba
- Night Monster (1942) - Laurie
- Arabian Nights (1942) - Kamar
- Blonde Savage (1947) - Steve Blake
- The Gangster (1947) - Beaumont
- Sorry, Wrong Number (1948) - Fred Lord
- The Gay Intruders (1948) - Dr. Harold Matson
- The Snake Pit (1948) - Gordon
- Joan of Arc (1948) - Dunois, Bastard of Orleans
- Miss Tatlock's Millions (1948) - Dr. Mason
- The Lady Gambles (1949) - Tony
- Johnny Stool Pigeon (1949) - Pringle
- Mother Didn't Tell Me (1950) - Dr. Bruce Gordon
- Love That Brute (1950) as Elmdale Military Academy Captain (uncredited)
- Stella (1950) - Fred Anderson Jr.
- The Showdown (1950) - Big Mart
- Three Secrets (1950) - Bill Chase
- Dallas (1950) - U.S. Marshal Martin Weatherby
- Fourteen Hours (1951) - Bit Part (nemenționat)
- Show Boat (1951) - Pete
- The Tall Target (1951) - Stranger
- Reunion in Reno (1951) - B. Frederick Linaker
- The Cimarron Kid (1952) - Marshal John Sutton
- Sailor Beware (1952) - Cmdr. Lane
- With a Song in My Heart (1952) - General (uncredited)
- Carbine Williams (1952) - Feder
- My Wife's Best Friend (1952) - Nicholas Reed
- Abbott and Costello Meet Captain Kidd (1952) - Morgan
- Never Wave at a WAC (1953) - Sgt. Norbert 'Noisy' Jackson
- Born to the Saddle (1953) - Bob Marshall
- Trouble Along the Way (1953) - Father Provincial aka Ed
- Trial At Tara (1953) - King Laera
- A Perilous Journey (1953) - Richards
- Invaders from Mars (1953) - Mr. George MacLean
- Fort Algiers (1953) - Kalmani
- Captain Scarface (1953) - Sam
- Paris Model (1953) - Edgar Blevins
- On the Waterfront (1954) - Glover, Lead Investigator for Crime Commission
- Star in the Dust (1956) - George Ballard
- 1956 Ultimul pistolar din Cross Creek (The Fastest Gun Alive), regia Russell Rouse - Lou Glover
- Tea and Sympathy (1956) - Bill Reynolds
- Istanbul (1957) - Charlie Boyle
- The Vintage (1957) - Louis Morel
- Kiss Them for Me (1957) - Eddie Turnbill
- Twilight for the Gods (1958) - Harry Hutton
- Once Upon a Horse... (1958) - Granville 'Granny' Dix
- Shoot Out at Big Sag (1962) - Sam Barbee
- A Gathering of Eagles (1963) - Gen. Hewitt
- Strait-Jacket (1964) - Bill Cutler
- The Carpetbaggers (1964) - Jonas Cord Sr.
- Roustabout (1964) - Joe Lean
- Mirage (1965) - Crawford Gilcuddy
- I Saw What You Did (1965) - Dave Mannering
- Man and Boy (1971) - Mossman
- Terror in the Sky (1971) - Marty Treleavan
- The Mod Squad (1972) - Lt. Jerry Price
- Night Gallery (1973) - Charlie Wheatland
- Abduction (1975) - Prescott
- Winterhawk (1975) - Guthrie
- Twilight's Last Gleaming (1977) - Ralph Whittaker